# Зюсхайм, Карл
Карл Зюсхайм (нем. Karl Süssheim; 21 января 1878, Нюрнберг — 13 января 1947, Стамбул) — немецкий историк-востоковед, профессор истории исламских народов, а также — турецкого, персидского (фарси) и арабского языков в Мюнхенском университете. Один из авторов второго издания фундаментальной «Энциклопедии ислама».

## Биография
Карл Зюсхайм родился в семье торговца хмелем из Кронаха Зигмунда Зюсхаймаи и его жены Клары; семья переехала в Нюрнберг в 1870 году. Карл посещал нюрнбергские гимназии «Alten Gymnasium» и «Neuen Gymnasium», после чего в 1896 года изучал историю, философию и естественные науки в университетах Йены, Мюнхена, Эрлангена и Берлина; среди его преподавателей арабист Мартин Хартман (Martin Hartmann, 1851—1918). 5 марта 1902 года в Берлинском университете Зюсхайм стал кандидатом исторических наук, защитив диссертацию «Preußische Annexionsbestrebungen in Franken 1791—1797, ein Beitrag zur Biographie Hardenbergs».
До 1906 года Карл Зюсхайм продолжал свои исследования в Стамбуле: во время младотурецкой революции переехал в Каир. В 1911 году он защитил докторскую диссертацию на тему «Prolegomena zu einer Ausgabe der im Britischen Museum zu London verwahrten Chronik des seldschukischen Reiches» и стал приват-доцентом университете в Мюнхене, где под руководством Фрица Хоммеля и Готтхельга Бергштрассера (Gotthelf Bergsträßer, 1886—1933) преподавал арабский, персидский и турецкий языки. С 1919 года Зюсхайм состоял экстраординарным профессором — был уволен после прихода к власти национал-социалистов, 27 июня 1933. В этот период среди его учеников были Эрнст Канторович, Гершом Шолем и Бабингер Франц.
С 1934 года до своей эмиграции из нацистской Германии Карл Зюсхайм с семьей проживал в Мюнхене по адресу «Preysingstraße 12». После Хрустальной ночи он ненадолго оказался в концентрационном лагере Дахау. В 1941 году, с помощью своих турецких друзей, Зюсхайм сумел перебраться в Стамбул, где занял временную позицию в Стамбульском университете. Скончался от болезни почек в 1947 году и был похоронен на кладбище евреев-ашкеназов в районе Ортакёй (Ortaköy).

## Работы
- Das Geschenk aus der Seldschukengeschichte von dem Wesir Muhammad b. Muhammad b. 'Abdallah b. Al-Nit Ām alHusainī al-Jazdī, Leiden : E.J. Brill, 1909.
- Preussens Politik in Ansbach-Bayreuth / Süssheim, Karl. — Vaduz : Kraus, 1965, Nachdr. [d. Ausg.] Berlin, 1902.
- Eski Viyana tıb talimi ve onun Adli Sultan Mahmud zamanında İstanbula yayılması / Süssheim, Karl. — İstanbul : Kader, 1937.
- The diary of Karl Süssheim / Süssheim, Karl. — Stuttgart : Steiner, 2002.